# 4529 Webern
4529 Webern је астероид главног астероидног појаса са средњом удаљеношћу од Сунца која износи 3,015 астрономских јединица (АЈ).
Апсолутна магнитуда астероида је 12,1.